# Senegalia bonariensis
Espèce
Synonymes
- Acacia bonariensis Gill.[2]
- Acacia bonariensis Gillies ex Hook. & Arn.[3]

Senegalia bonariensis est une espèce de plantes à fleurs de la famille des Fabacées. C'est un arbre.

## Description
C'est un arbre.